# Lucy Clifford

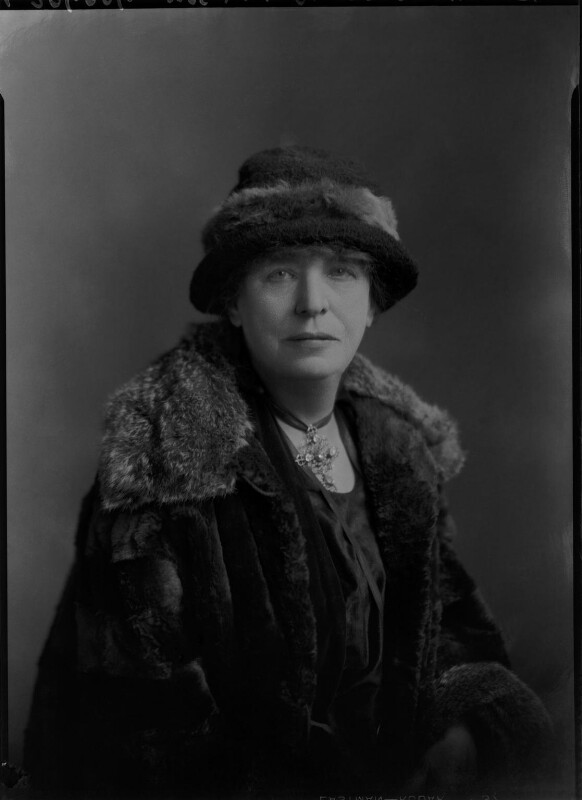
Lucy Clifford, 1926

Lucy Clifford (* 2. August 1846 in London; † 21. April 1929 ebenda) war eine britische Schriftstellerin.

## Leben
Clifford war die Tochter des ehemaligen Kolonialbeamten John Lane aus Bridgetown (Barbados). Ihre Schulzeit absolvierte sie in London und führte anschließend ihrem Vater den Haushalt.
Im Sommer 1874 machte sie die Bekanntschaft des Mathematikers William Kingdon Clifford. Sie heiratete ihn 1875 und hatte mit ihm zwei Töchter. In ihrer Wohnung (London) etablierte sich bald schon ein literarischer Zirkel, der sich regelmäßig sonntags traf. Gäste waren u. a. Schriftsteller wie George Eliot, Henry James, Leslie Stephen und Robert Louis Stevenson, aber auch Naturwissenschaftler wie Thomas Henry Huxley, James Clerk Maxwell und John Tyndall.
Ihr Ehemann erlitt, wahrscheinlich bedingt durch Überarbeitung, einen Burn-out und wollte sich durch einen längeren Urlaub in Algerien und Spanien erholen. Da keine wesentliche Besserung eintrat, kehrte er nach London zurück und erlitt bereits nach kurzer Zeit einen Rückfall. Zusammen mit seiner Ehefrau und dem Maler John Collier reiste er Anfang 1879 nach Funchal (Madeira), wo er am 3. März desselben Jahres starb.
Mit Unterstützung ihres Freundeskreises begann Clifford nach ihrer Rückkehr zu schreiben. Bald schon erlebte sie nicht nur ihren literarischen Durchbruch, auch wirtschaftlich waren ihre Veröffentlichungen erfolgreich.
1929 starb Clifford in London und fand ihre letzte Ruhestätte auf dem Highgate Cemetery (Camden) neben ihrem Ehemann.

## Werke (Auswahl)
Erzählungen
- The last touches and other stories. Tauchnitz, Leipzig 1892 (engl.)
- The dominant note and other stories. New York 1897.
- A woman alone. Three stories. Tauchnitz, Leipzig 1901.
- Mere stories. Eight stories. Tauchnitz, Leipzig 1909 (engl.)

Romane
- Mrs. Keith’s crime. Tauchnitz, Leipzig 1885 (engl.)
- Aunt Anne. London 1892.
  - Deutsch: Tante Anna. Engelhorn, Stuttgart 1895 (übersetzt von Emmy Becher)
- Love-Letters of a worldly woman. Tauchnitz, Leipzig 1892 (engl.)
- A wild proxy. London 1894.
- A flash of summer. A story of a simple woman’s life. Tauchnitz, Leipzig 1896 (engl.)
- Woodside farm. Tauchnitz, Leipzig 1902 (engl.)
- The modern way. London 1906.
- Sir George’s objection. London 1910.
- Miss Fingal. Tauchnitz, Leipzig 1928.

Theaterstücke
- A long duel. A serious comedy in 4 acts. London 1902.
- Getting well of Dorothy. London 1904.
- A searchlight. London 1906.
- A likeless of the night. London 1908.
- Plays. Kennedy, New York 1910.

## Verfilmungen
- 1922 The likeness of the night (Regie Percy Nash, nach ihrem gleichnamigen Theaterstück)
- 1925 Eve’s Lover (Regie Roy Del Ruth, nach ihrer gleichnamigen Erzählung)